# 293 Бразилія
293 Брази́лія (293 Brasilia) — астероїд головного поясу, відкритий 20 травня 1890 року Огюстом Шарлуа у Ніцці.